# Кви-бваму
Кви-бваму, или просто кви (Bwamu Twĩ, Coo, Cwi, Cwi Bwamu, Twi, Twĩ) — язык гур, на котором говорит народ тви-бваму, проживающий на ареале Кабуру провинции Бале; в городе Фунзан провинции Туй, а также на прибрежной территории: 10 км от севера до юга и 40 км от востока до запада в Буркина-Фасо. Некоторые проживают в провинции Иоба.
О диалектах ничего не известно. Взаимопонятность с ареалом кви составляет более чем 90%, 50%-70% с языком лаа-лаа-бваму, 30% с уаркойе-бваму и 65%-70% с дакви-бваму.